# Guerra Anglo-Sueca
Durante as Guerras Napoleônicas até 1810, Suécia e Grã-Bretanha foram aliados na guerra contra Napoleão. Como resultado da derrota da Suécia na Guerra Finlandesa e na Guerra da Pomerânia, e no Tratado de Fredrikshamn e no Tratado de Paris, a Suécia declarou guerra à Grã-Bretanha. A guerra sem sangue, no entanto, existia apenas no papel, e a Grã-Bretanha ainda não estava impedida de estacionar navios na ilha sueca de Hanö e de fazer comércio com os Estados Bálticos.

## Antecedentes
O Tratado de Paris, concluído em 6 de janeiro de 1810, forçou a Suécia a aderir ao Sistema Continental, um embargo comercial contra a Grã-Bretanha.  Como a Grã-Bretanha era o maior parceiro comercial da Suécia, isso causou dificuldades econômicas, e o comércio continuou a ocorrer por meio do contrabando. Em 13 de novembro daquele ano, a França deu um ultimato ao governo sueco exigindo que dentro de cinco dias a Suécia:
- Declarar guerra contra a Grã-Bretanha,
- Confiscar todos os navios britânicos nos portos suecos,
- Apreenda todos os produtos britânicos na Suécia.

A França e seus aliados ameaçaram declarar guerra contra a Suécia se ela não atendesse às exigências francesas. Em 17 de novembro do mesmo ano, o governo sueco declarou guerra contra a Grã-Bretanha.

## A guerra
Nenhum ato de guerra ocorreu durante o conflito e a Grã-Bretanha foi autorizada a estacionar barcos em Hanö, "ocupando" assim a ilha. A Suécia não tentou impedir isso, pois a Grã-Bretanha usou a ilha para continuar o comércio com a Suécia. O único derramamento de sangue durante a guerra ocorreu em 15 de junho de 1811, quando o major-general Hampus Mörner com 140 homens agiu para dispersar um grupo de fazendeiros em Klågerup, na Scania, que se opunham à política de recrutamento. Nos motins de Klågerup, os soldados de Mörner mataram 30 agricultores.

## Consequências
O príncipe herdeiro eleito da Suécia, o príncipe dinamarquês Carlos Augusto, morreu em 28 de maio de 1810 e, em 21 de agosto de 1810, o marechal francês Jean-Baptiste Bernadotte foi eleito príncipe herdeiro da Suécia. Embora Bernadotte fosse apenas o príncipe herdeiro e tecnicamente subserviente ao rei Carlos XIII, a deterioração da saúde e o desinteresse do rei fizeram do príncipe herdeiro o governante de fato da Suécia. Sob o governo de Bernadotte, a relação da Suécia com a França napoleônica se deteriorou. Quando a França ocupou a Pomerânia Sueca e a ilha de Rügen em 1812, a Suécia buscou a paz com a Grã-Bretanha.
Após longas negociações, o Tratado de Örebro foi assinado em 18 de julho de 1812. No mesmo dia e no mesmo local, a Grã-Bretanha e a Rússia assinaram um tratado de paz para acabar com a Guerra Anglo-Russa (1807-1812).

### Literatura
- Norie, John William (1827) – The naval gazetteer, biographer, and chronologist; containing a history of the late wars, from their commencement in 1793 to their final conclusion in 1815; and continued, as to the biographical part, to the present time (J. W. Norie & Co) [Falta ISBN]
- Sundberg, Ulf (1998) – Svenska krig, 1521–1814 (Hjalmarson & Högberg, Stockholm) ISBN 91-89080-14-9